# Viveka Davis
Viveka Davis (Santa Monica (Californië), 19 augustus 1969) is een Amerikaanse actrice.
Davis begon in 1982 op veertienjarige leeftijd met acteren in de film Shoot the Moon. Hierna heeft zij nog meerdere rollen gespeeld in films en televisieseries, zoals Ricochet (1991), Curly Sue (1991), EDtv (1999) en Cast Away (2000).
Davis heeft in 2001 voor het laatst geacteerd, wat zij hierna gedaan heeft is niet bekend.

## Filmografie

### Films
- 2001 On Edge – als Patsy Cain
- 2000 Cast Away – als pilote Gwen
- 2000 Lost in the Pershing Point Hotel – als debutante
- 2000 Timecode – als Victoria Cohen
- 1999 Swallows – als Magdalena
- 1999 EDtv – als Marcia
- 1999 Message in a Bottle – als Alva
- 1999 My Last Love – als Kate
- 1995 Cop Files – als Vicki
- 1995 Naomi & Wynonna: Love Can Build a Bridge – als Wynonna Judd
- 1994 PCU – als Womynist
- 1994 Body Shot – als Rita
- 1993 A Dangerous Woman – als Mercy
- 1993 I Can Make You Love Me – als Mary Ann
- 1992 Man Trouble – als June Huff
- 1991 Curly Sue – als Trina
- 1991 Ricochet – als babysitter
- 1990 The End of Innocence – als Honey
- 1990 Sisters – als Ruth Morrison Landon
- 1989 Forbidden Sun – als Jane
- 1987 Student Exchange – als Carole Whitcomb / Simone Swaare
- 1987 Morgan Stewart's Coming Home – als Emily
- 1985 Not My Kid – als Susan Bower
- 1984 Mr. Succes – als Libby Silt
- 1983 V – als Polly Maxwell
- 1982 Shoot the Moon – als Jill Dunlap

### Televisieseries
Uitgezonderd eenmalige gastrollen.
- 1987 Sweet Surrender – als Cak – 3 afl.
- 1984 V: The Final Battle – als Polly Maxwell – 3 afl.
- 1982 Knots Landing – als Cricket – 2 afl.

- Biblioteca Nacional de España: XX1735052
- International Standard Name Identifier: 0000 0000 5997 2390
- Library of Congress Control Number: no2003100810
- Virtual International Authority File: 87512530
- WorldCat: E39PBJrwQ74FcFvYY4DfcjD6rq